# ミックススパイス
ミックススパイスとは、複数のスパイスやハーブを調合した香辛料のことである。スパイスミックス、シーズニングスパイス、混合香辛料と呼ばれることもある。

## 種類
クローブ、ナツメグ、シナモン、カルダモン、胡椒、クミンなどを混合し、インド料理でおもに用いられる「ガラムマサラ」や、チリペッパー、オレガノ、ディル、ニンニク、クミンなどを混合したテクス・メクス料理(メキシコ風アメリカ料理)に欠かせない「チリパウダー」、クローブ、シナモン、花椒、八角、陳皮などを混合し、中華料理でおもに用いられる「五香粉」などが代表的な「ミックススパイス」として知られている。
唐辛子に芥子、陳皮、胡麻、山椒、麻の実などを混合した「七味唐辛子」も「ミックススパイス」の一種といえる。

## 世界のミックススパイス一覧
(この節の出典)
七味唐辛子／日本
使用スパイス：唐辛子、山椒、陳皮、青のり、ごま、麻の実、けしの実
チリパウダー／世界中
使用スパイス：オレガノ、クミン、ガーリック、パプリカ
カレー粉／イギリス
使用スパイス：クミン、コリアンダー、クローブなど
ガラムマサラ／インド
使用スパイス：黒コショウ、チリペッパー、カルダモン、クミン、シナモン、クローブ、ナツメッグ
ダッカ(デュッカ)／北アフリカ
使用スパイス：白ごま、クミン、コリアンダー
ザータ／北アフリカ
使用スパイス：白ごま、オレガノ、スマック
カトルエピス／フランス
使用スパイス：ナツメッグ、クローブ、シナモン、黒コショウ、生姜
パンチフォロン／インド
使用スパイス：クミン、ニゲラ、フェネグリーク、マスタードシード
ラセラヌー／モロッコ
使用スパイス：20種類以上のスパイス
チャートマサラ／インド
使用スパイス：マンゴーパウダー、塩
五香粉／中国
使用スパイス：陳皮、山椒、クローブ、シナモン、スターアニス、フェンネル
三香粉／中国
使用スパイス：シナモン、生姜、ニンニク
エルブドプロバンス／フランス
使用スパイス：ローズマリー、タイム、セイジ、オレガノ
ケイジャンシーズニング／アメリカ
使用スパイス：赤唐辛子、パプリカ、オニオン、オレガノ、コリアンダー
バハラット／中東
使用スパイス：オールスパイス、ブラックペッパー、カルダモン、シナニッケイ、クローブ、コリアンダー、クミン、ナツメグ、ターメリック、サフラン、ショウガ、唐辛子もしくはパプリカ
パンプキンスパイス／アメリカ合衆国
使用スパイス：シナモン、ナツメグ、ショウガ、クローブ、オールスパイス